# Leave It to Gerry
Leave It to Gerry er en amerikansk stumfilm fra 1924 af Arvid E. Gillstrom.

## Medvirkende
- Billie Rhodes som Geraldine Brent
- William Collier Jr. som Dan Forbes
- Claire McDowell som Mrs. Brent
- Kate Lester som Mrs. Turner-Prescott
- Joseph W. Girard som Pettijohn
- Allan Cavan som Mr. Burton
- Billy Lord